# Zentrum für humanitären Dialog

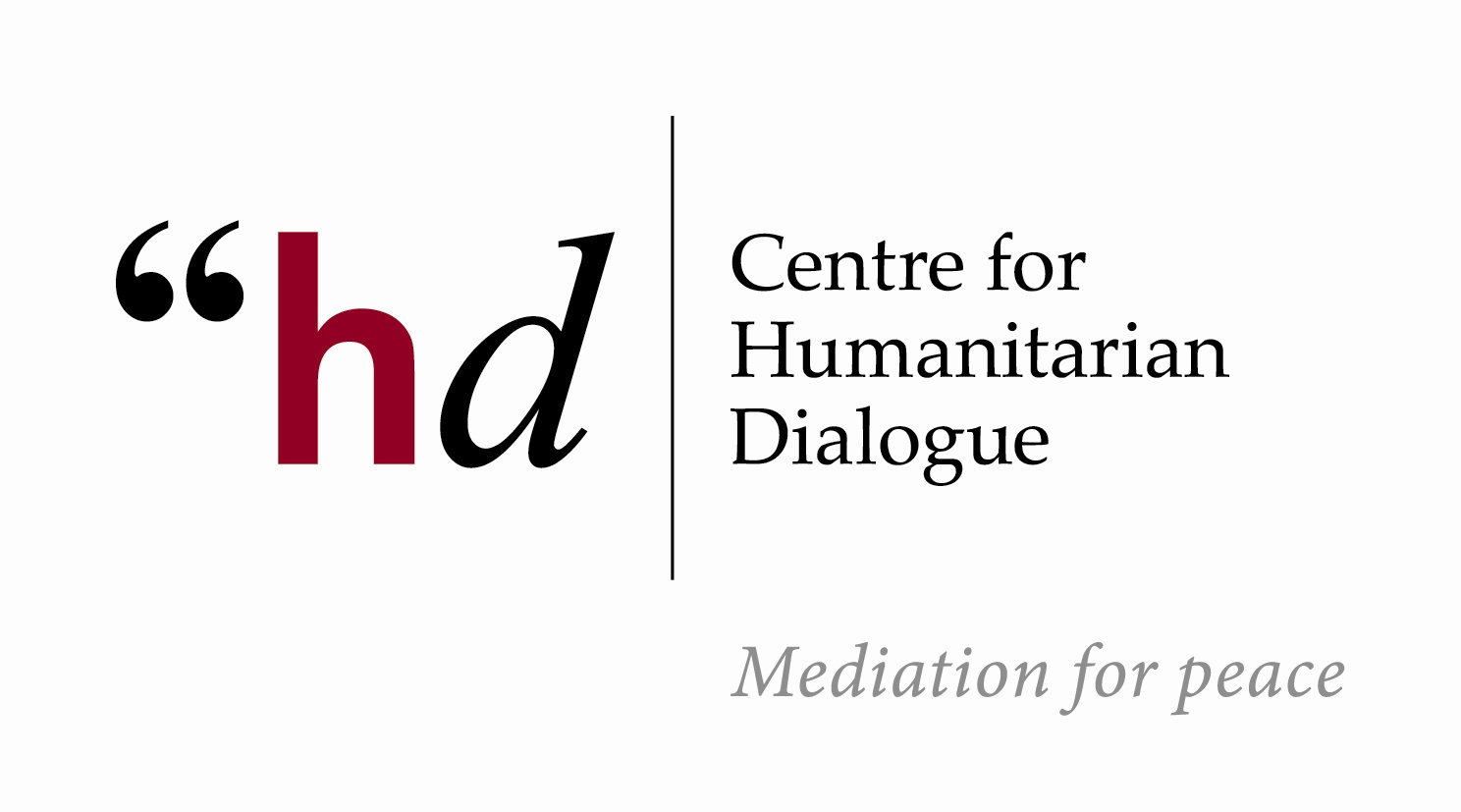
Logos des Zentrum für humanitären Dialog

Das Zentrum für humanitären Dialog, englisch Centre for Humanitarian Dialogue oder kurz HD Centre (HDC), ist eine in der Schweizer Stadt Genf ansässige unabhängige und unparteiliche humanitäre Organisation. Hauptziel der als private Stiftung organisierten Einrichtung ist die Verhinderung und die Beendigung von Kriegen und bewaffneten Konflikten sowie die Verringerung des mit militärischen Auseinandersetzungen verbundenen Leids durch Vermittlung und direkte Verhandlungen zwischen den beteiligten Konfliktparteien. Das Zentrum ist 1998 hervorgegangen aus dem 1965 gegründeten Henry-Dunant-Institut.

## Aktivitäten

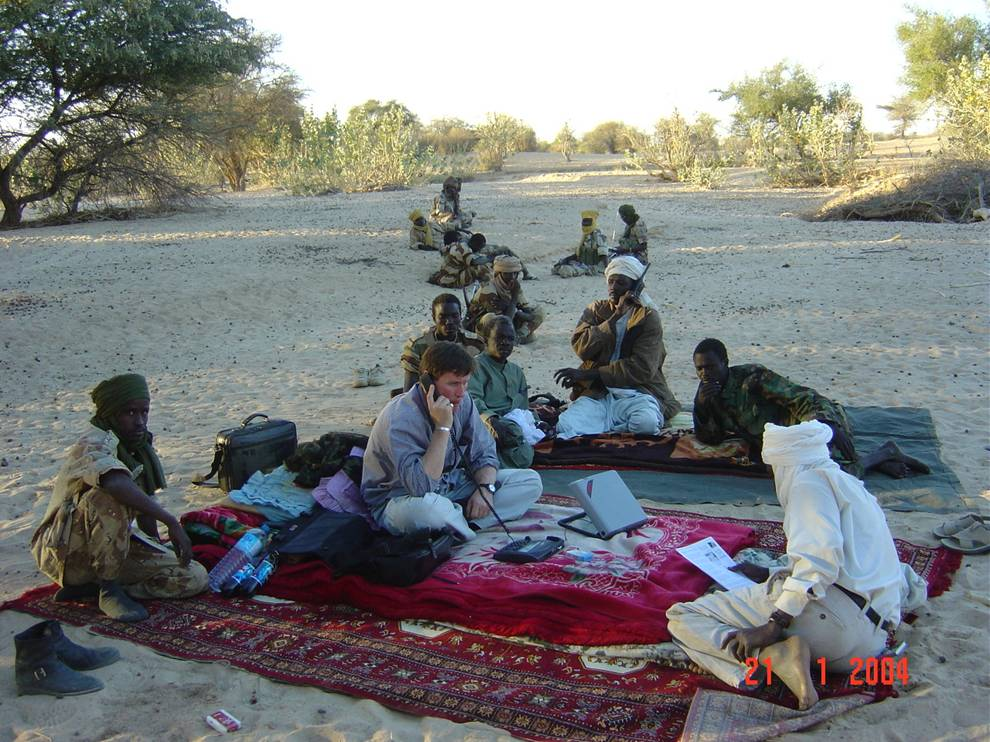
Ein Vertreter des HDC bei Gesprächen mit Rebellen der SLM im Sudan

Entsprechend seinem Ziel agiert das Zentrum zum einen selbst als neutraler Vermittler in bewaffneten Konflikten. Es hilft darüber hinaus den Verhandlungspartnern bei der Organisation humanitärer, diplomatischer sowie politischer Hilfsmaßnahmen und leistet logistische und finanzielle Unterstützung bei der Durchführung von Verhandlungen. Für internationale politische Organisationen, Regierungen und humanitäre Organisationen wirkt das HDC als Berater in Fragen der Mediation. So stellt es beispielsweise ein „Handbuch für humanitäre Vermittlung“ (Humanitarian Negotiation Manual) zur Verfügung und organisiert Konferenzen und Schulungen für Mitarbeiter humanitärer Organisationen.
Das HDC war 2005 weltweit in acht Konfliktregionen in Form verschiedener Aktivitäten involviert. Im Darfur-Konflikt wirkt das Zentrum in Zusammenarbeit mit der Afrikanischen Union als Hauptvermittler. Hier konnte das Zentrum im Jahr 2004 die Unterzeichnung eines Waffenstillstandsabkommens vermitteln. In der indonesischen Provinz Aceh, wo das HDC ab 2000 vermittelnd aktiv war, gelang nach dem zwischenzeitlichen Scheitern der Verhandlungen im Jahr 2003 unter der Vermittlung von Martti Ahtisaari und der Crisis Management Initiative im August 2005 die Aushandlung eines Friedensabkommens. Weitere Regionen, in denen das HDC aktiv war, sind Nepal, Myanmar, die Philippinen und Uganda.
Im 2016 eröffnete das HDC eine möglichst neutrale Gesprächsreihe, um die Umweltsituation und die Gefährdung des Trinkwassers im Donezbecken während des Russisch-Ukrainischen Krieges grenzübergreifend zu besprechen.
Für das Frühjahr 2018 wurde von Aktivität in 40 Fällen berichtet. Die Arbeit des Centre ist nicht linear, sondern folgt der Willkür von zwischenzeitlich auch versiegenden Gesprächen.

## Organisation und Finanzierung

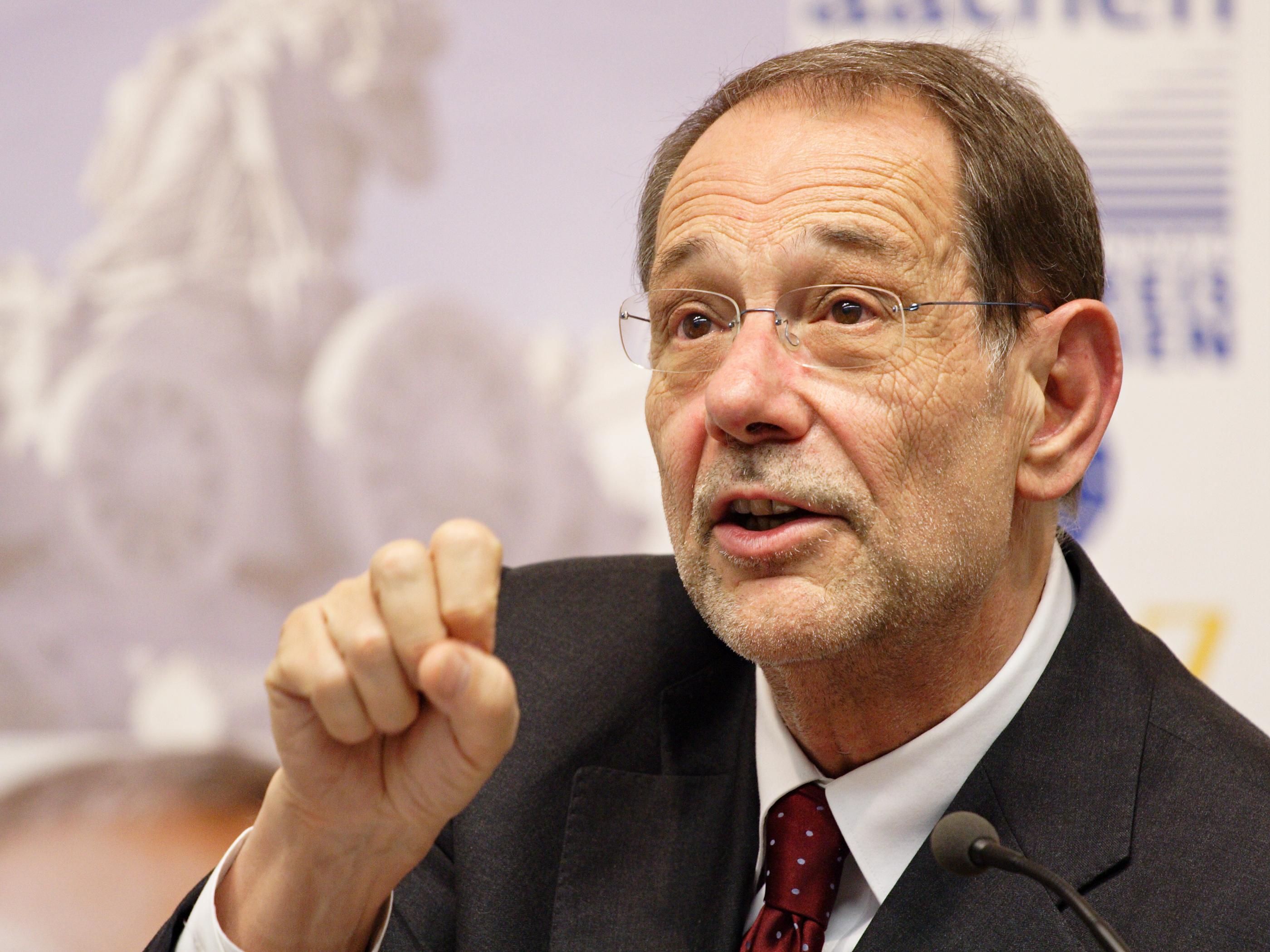
Javier Solana, seit 2010 Ehrenpräsident des Zentrums für humanitären Dialog

Dem Zentrum, das seinen Hauptsitz in der Villa Plantamour in der Genfer Rue de Lausanne am Ufer des Genfer Sees hat, gehören 25 bis 40 Personen an. Oberstes Organ ist das Board, das aus sieben bis elf Mitgliedern besteht und viermal im Jahr zusammentritt. Es ernennt den Direktor, legt die strategische Ausrichtung des Zentrums fest und überwacht die Arbeit sowie das Budget des HDC. Die Angehörigen des Stiftungsrates (Foundation Council) nehmen vor allem beratende Funktionen wahr. Seit Dezember 2004 verfügt das HDC in Singapur über ein Regionalbüro für Asien, das vor allem für die Aktivitäten des Zentrums in Indonesien und den Philippinen zuständig ist.
Das HDC hatte im Jahr 2012 ein Budget von rund 19,8 Millionen Schweizer Franken. Zur Verfügung gestellt werden diese Mittel vorwiegend durch die Regierungen verschiedener Länder sowie durch internationale Organisationen. Zu den Geldgebern gehören unter anderem Australien, Kanada, Dänemark, Japan, die Niederlande, Norwegen, Schweden, die Schweiz, Großbritannien, die USA, die Europäische Union, verschiedene Einrichtungen der Vereinten Nationen, das Internationale Komitee vom Roten Kreuz (IKRK), die Stadt Genf, die Rockefeller-Stiftung und einige andere Organisationen sowie private Spender.
Als Chairman des HDC-Boards fungiert seit 2010 der frühere französische Diplomat Jean-Marie Guéhenno, weitere Mitglieder des Boards sind unter anderem Irene Khan, Ghassan Salamé und der ehemalige IKRK-Präsident Jakob Kellenberger. Der frühere NATO-Generalsekretär Javier Solana ist seit 2010 Ehrenpräsident des HDC.

## Geschichte
Das Zentrum entstand mit Beginn des Jahres 1999 aus dem Henry-Dunant-Institut, einer am 5. November 1965 als Forschungs-, Informations- und Ausbildungszentrum der Internationalen Rotkreuz- und Rothalbmond-Bewegung vom IKRK, der Liga der Rotkreuz-Gesellschaften und dem Schweizerischen Roten Kreuz (SRK) gegründeten Einrichtung. Erster Präsident der Einrichtung wurde der Zürcher Arzt Ambrosius von Albertini.
In der Generalversammlung und im Exekutivkomitee des Institutes waren alle drei beteiligten Organisationen jeweils durch einen Vertreter repräsentiert. Dem Institut kam innerhalb der Internationalen Rotkreuz- und Rothalbmond-Bewegung vor allem die Rolle einer Akademie zu. Es betrieb neben einer Bibliothek und einem Archiv seit 1974 auch ein Museum zur Rotkreuz-Geschichte. Ein Teil der Exponate bildete später die Ersteinrichtung des 1988 eröffneten Internationalen Rotkreuz- und Rothalbmondmuseums. Bekannte Personen in leitenden Positionen des Instituts waren beispielsweise die Juristen Hans Haug, Pierre Boissier, Jean Pictet und Jiří Toman.
Nachdem insbesondere das IKRK und die Föderation für die Bereiche Information und Ausbildung in zunehmendem Maße eigene Aktivitäten entwickelten, beschloss das Henry-Dunant-Institut zum 31. Dezember 1998 eine Neuausrichtung seiner Aufgaben, die Umwandlung der zugrundeliegenden Vereinigung in eine private Stiftung und eine darauf basierende Umbenennung. Das Archiv des Institutes wurde größtenteils vom IKRK-Archiv übernommen, ein Teil auch vom Internationalen Rotkreuz- und Rothalbmondmuseum sowie vom Archiv der Internationalen Föderation der Rotkreuz- und Rothalbmond-Gesellschaften als Nachfolgeorganisation der Liga.